# Terra Natura Benidorm

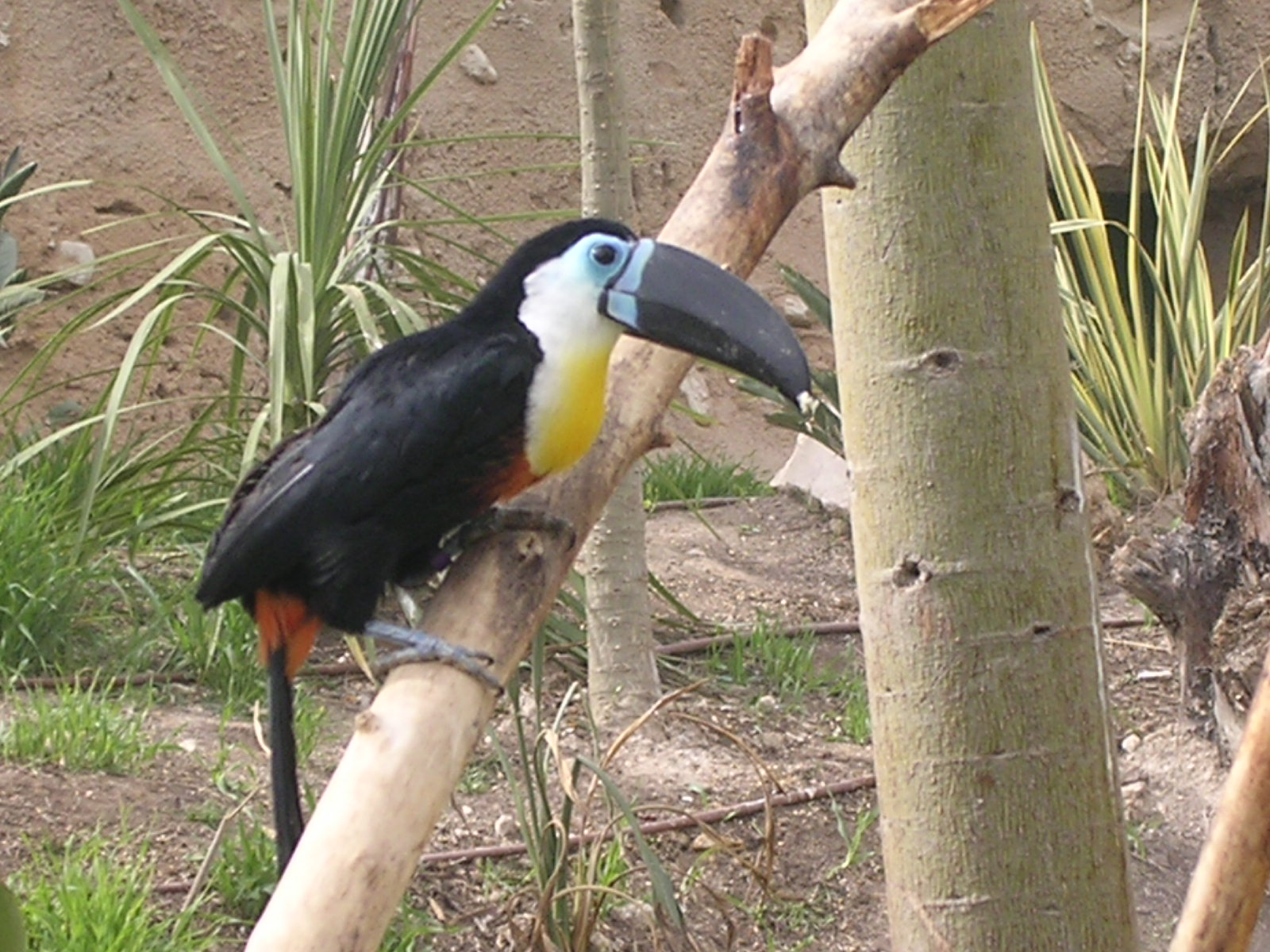
Tucán en Terra Natura Benidorm

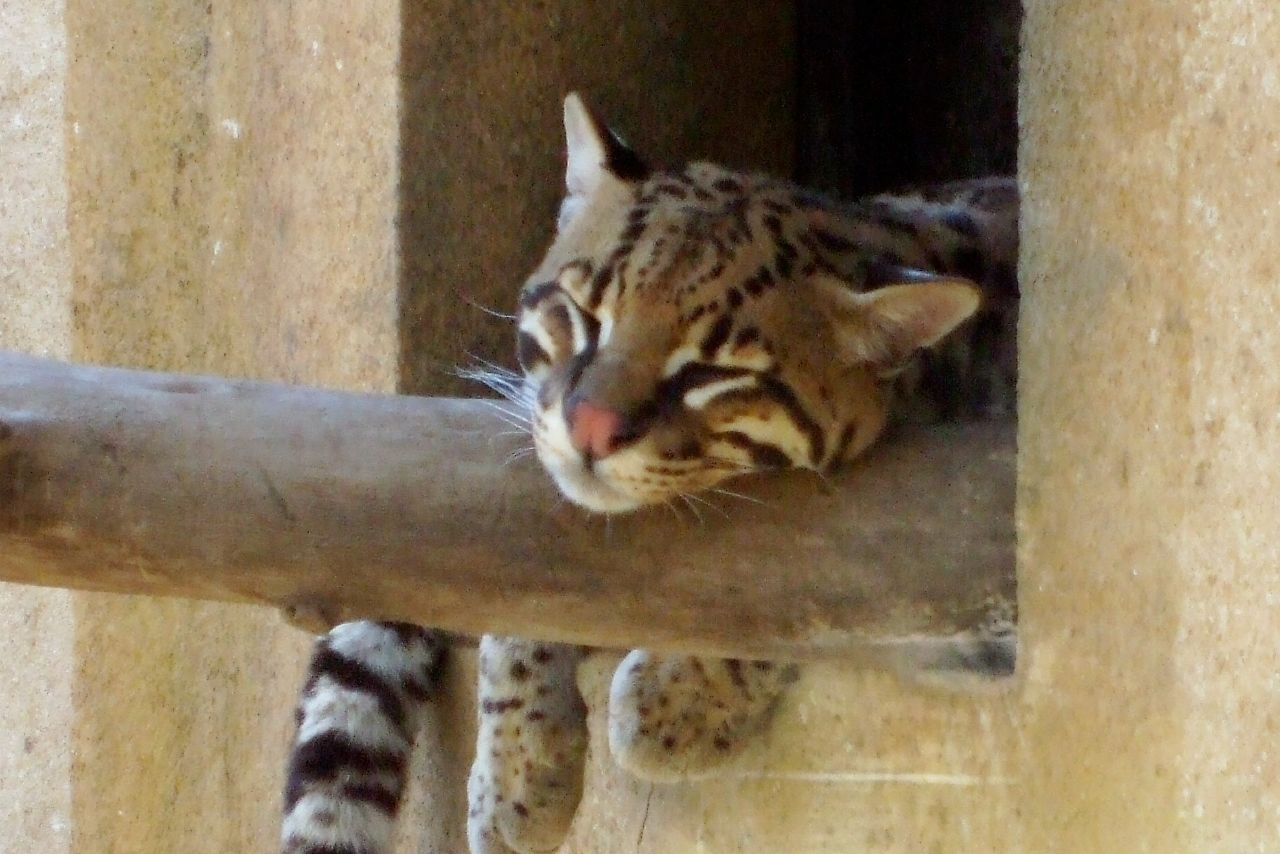
Ocelote

Terra Natura Benidorm es un parque temático y zoológico situado en Benidorm (Alicante, España). Las instalaciones poseen una superficie próxima a los 32 000 metros cuadrados de extensión. Exhibe aproximadamente 1 500 animales de 200 especies diferentes, 50 de ellos en peligro de extinción, sitos en diversas zonas acotadas y que mantienen cerradas o abiertas dependiendo del clima.[cita requerida]. Pertenece a la empresa Terra Natura y fue inaugurado el 18 de marzo de 2005 por el presidente de la Comunidad Valenciana Francisco Camps.
El complejo ha sido configurado bajo el concepto de zooinmersión y otredad. Esta tendencia consiste en el diseño de un hábitat natural que permite establecer un contacto visual directo entre los animales y el público gracias a la incorporación de barreras invisibles a los ojos del ser humano, que facilitan la observación de los animales por una parte y garantizan la seguridad de los visitantes. La otredad permite experimentar la sensación de desplazarse a través de diferentes continentes sin tener que salir de un mismo recinto. El visitante realiza un recorrido por diferentes recreaciones escénicas de diferentes parajes naturales y arquitectónicos. 

## Ubicación
El parque se encuentra muy cerca de la ciudad de Benidorm y se sitúa en la calle Foia del Verdader, número 1. Se puede llegar al recinto a través de la AP-7 o de la antigua carretera nacional 340 desde Alicante, o también por la AP-7 dirección Murcia si se va desde Valencia. Las líneas de autobuses de transporte público recorren diferentes puntos de Benidorm y llegan hasta Terra Natura. 

## Áreas
El complejo se distribuye en cuatro áreas temáticas diferentes: Pangea, Asia, América y Europa. Durante el recorrido, se desarrollan espectáculos y atracciones como el vuelo de aves rapaces, el paseo en burro o la tirolina. De manera permanente existe una exposición de animales venenosos, ubicada en la zona de Pangea.
Justo al lado del parque de animales se encuentra el parque acuático de Aqua Natura Benidorm, que cuenta con una extensión de 28 000 metros cuadrados. Las instalaciones acuáticas se componen de piscinas de olas, piscinas para niños, toboganes, kamikazes, pistas rápidas… Además de otras atracciones acuáticas como el black hole. A lo largo del recorrido hay distintos puntos de restauración y bares.

## Conservación e investigación
Es miembro de la Asociación Europea de Zoos y Acuarios (EAZA) y es miembro de la Asociación Ibérica de Zoos y Acuarios (AIZA).
Cuenta con el primer ejemplar de rinoceronte indio nacido en España. Ha vuelto a conseguir por segunda vez la reproducción de esta especie en el año 2019.
Acoge en su programa de rehabilitación a más de 10 aves rapaces en estado irrecuperable y participa en el desarrollo de estrategias para la concienciación acerca de la protección de las diversas especies de animales. Además, cuenta con programas de educación ambiental.
La Universidad de Alicante (UA) y el parque de naturaleza de Benidorm colaboraron en el desarrollo de proyectos de conservación, investigación y difusión biológica a través de la Estación Biológica de Investigación Terra Natura (EBTN), en el asesoramiento técnico y en la creación de diversas investigaciones a través del Centro Iberoamericano de la Biodiversidad (CIBIO). Esta colaboración cesó al desaparecer la fundación de Terra Natura Benidorm.

### Fauna silvestre
En el parque se alimentan decenas de garcillas bueyeras.